# Беньямін Карл
Беньямін Карл (нім. Benjamin Karl, 16 жовтня 1985) — австрійський сноубордист, призер Олімпійських ігор, чемпіон світу.
Серед здобутків Беньяміна Карла станом на літо 2010 7 перемог на етапах Кубка світу, одна перемога на чемпіонатах світу. На Олімпійських іграх у Ванкувері Карл виборов срібну медаль у гігантському паралельному слаломі. На Іграх 2014 у Сочі він задовольнився бронзовою медаллю у паралельному слаломі. 

## Олімпійські ігри
| Рік  | Місто                     | ПС  | ПГС |
| ---- | ------------------------- | --- | --- |
| 2010 | Ванкувер, Канада          | Н/Д | 2   |
| 2014 | Сочі, Росія               | 3   | 10  |
| 2018 | Пхьончхан, Південна Корея | Н/Д | 5   |
| 2022 | Пекін, Китай              | Н/Д | 1   |